# Kambar-Ata-Talsperre
Die Kambar-Ata-Talsperre (Kambar-Ata-Projekt, gelegentlich auch als Kambaratinsk-Talsperre bezeichnet) in Kirgisistan am Fluss Naryn ist ein teilweise im Bau befindlicher Komplex aus zwei einzelnen Talsperren, die zu den Wasserkraftwerken Kambar-Ata 1 und 2 gehören. Bisher wurde nur der Bau von Kambar-Ata 2 teilweise fertiggestellt; die Realisierung von Kambar-Ata 1 steht noch aus.

## Kambar-Ata 1
Der Bau der Talsperre Kambar-Ata 1 ist derzeit in einem frühen Baustadium eingefroren. Der Damm wird bei Fertigstellung einer der größten Staudämme der Erde sein, gemessen am Bauwerksvolumen von 112,2 Millionen Kubikmetern und auch an der Höhe von 275 Metern. Auch der Speicherraum des Stausees ist mit 4560 Millionen m³ beträchtlich. Das zugehörige Wasserkraftwerk soll mit einer Leistung von 1940 MW einen beträchtlichen Beitrag zur Energieversorgung Kirgisistans leisten.
Ursprünglich war der Bau einer Talsperre an dieser Stelle seit den 1970er Jahren geplant. 1986 wurde mit dem Bau begonnen, er wurde jedoch wegen des Zusammenbruchs der Sowjetunion nach 1991 wieder eingestellt. In der Vorbereitung auf den 2015 erfolgten Beitritt Kirgisistans zur Eurasischen Wirtschaftsunion wurde ein Vertrag mit dem russischen Kraftwerksbetreiber RusHydro zur Realisierung des Baus unterzeichnet und die Bautätigkeit 2013 mit ersten Probebohrungen wieder aufgenommen.
Aufgrund der russischen Wirtschaftskrise hat RusHydro jedoch im Dezember 2015 angekündigt, den Bau nicht realisieren zu können und der Vertrag wurde wieder aufgekündigt. Die Zukunft des Kraftwerksbaus ist daher wieder unklar. Die kirgisische Regierung bemüht sich derzeit, Investoren für die Finanzierung des Weiterbaus zu gewinnen.
Der Bau des Wasserkraftwerks Kambar-Ata 1 ist immer wieder Gegenstand von Spannungen mit dem am Unterlauf des Naryn gelegenen Nachbarstaat Usbekistan, das um die Sicherheit der Wasserversorgung für das dichtbesiedelte Fergana-Tal und seine wasserintensive Baumwollproduktion fürchtet.
Der Staudamm soll aus Erd- und Steinschüttung errichtet werden. Der voluminöseste Staudamm der Welt, wie gelegentlich geschrieben wird, ist er allerdings nicht. In Argentinien sind zwei noch wesentlich größere in Bau: Chapetón und Pati. Als allergrößter gilt jedoch der „Syncrude tailings dam“.

## Kambar-Ata 2
Die Talsperre Kambar-Ata 2 liegt unterhalb von Kambar-Ata 1 und ist wesentlich kleiner, mit einer Höhe des Staudamms von 60 m und geplanten Gesamtleistung des Kraftwerks von 360 MW.
Mit dem Bau wurde ebenfalls 1986 begonnen. Nach der Einstellung 1991 aufgrund des Zusammenbruchs der Sowjetunion wurde er 2007 wieder aufgenommen. Seit 2010 ist die Anlage teilweise in Betrieb, zunächst mit einer einzelnen Turbine mit einer Leistung von 120 MW. Der Weiterbau und die Erweiterung auf die geplante Gesamtleistung von 360 MW steht noch aus. Im Rahmen des Vertrags mit RusHydro zur Realisierung von Kambar-Ata 1 war ursprünglich auch die Fertigstellung von Kambar-Ata 2 vorgesehen gewesen. Nach der Aufkündigung des Vertrags im Dezember 2015 ist die Realisierung wieder offen.